# Cnephaotachina spectanda
Cnephaotachina spectanda là một loài ruồi trong họ Tachinidae.